# 디자인

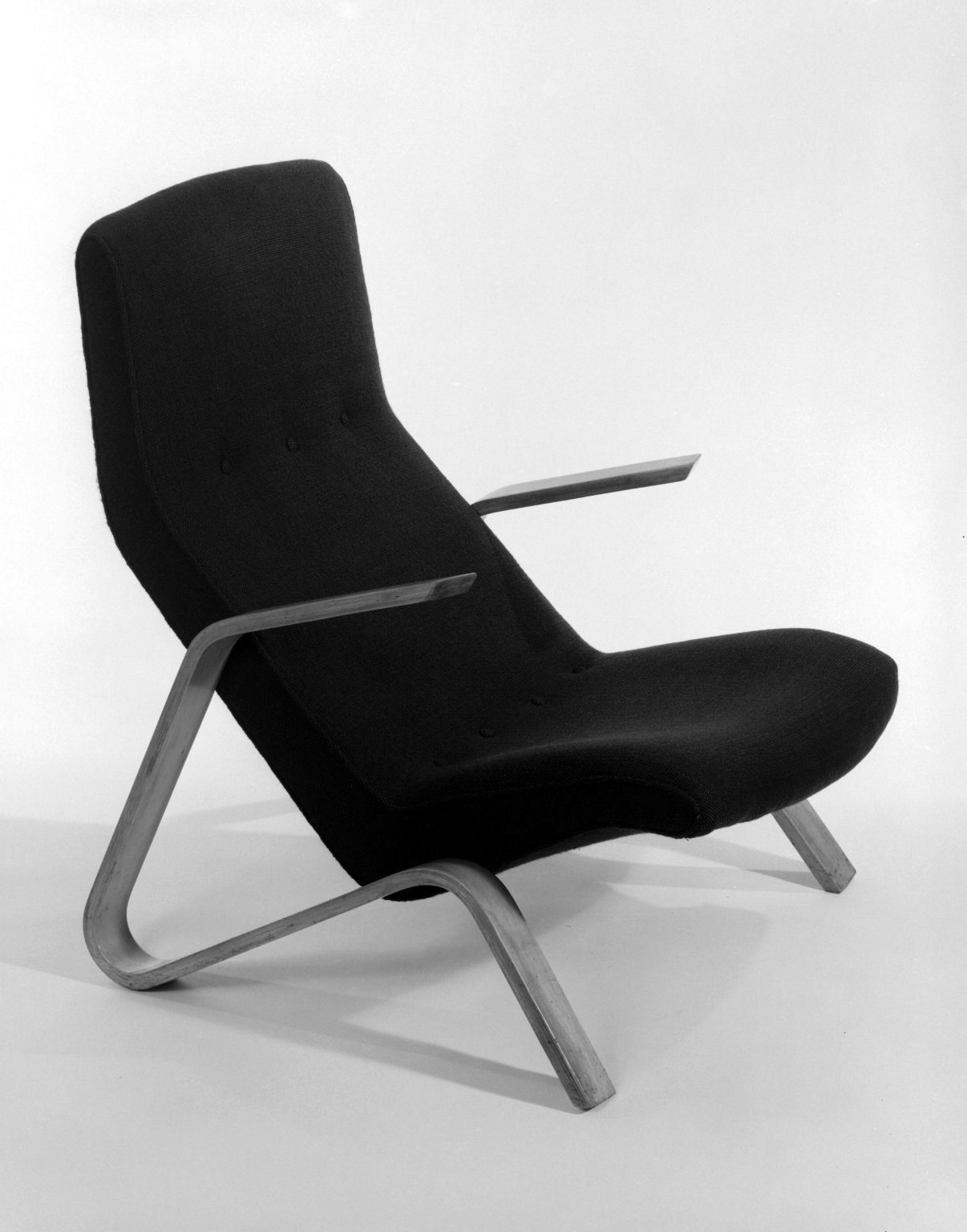

디자인(design, 문화어: 데자인)은 동사와 명사로 함께 쓰일 수 있으며, 명사로서의 디자인은 다양한 사물 혹은 시스템의 계획 혹은 제안의 형식 또는 물건을 만들어내기 위한 제안이나 계획을 실행에 옮긴 결과를 의미하며, 동사로서의 디자인은 이것들을 만드는 것을 의미한다. 일반적으로 받아들여지는 일원화 된 디자인의 정의는 존재하지 않으며, 디자인이라는 용어는 각자 다른 분야에서 다양한 의미로 해석되고 응용되고 있다.

## 용어
디자인이라는 용어는 지시하다 · 표현하다 · 성취하다의 뜻을 가지고 있는 라틴어의 데시그나레(designare)에서 파생(유래)되었다. 또는 프랑스어 데생(dessin)과도 연관이 있다. 일반적으로 디자인 결과물은 다양한 목적을 동시에 효과적으로 달성해야 하기 때문에 디자인 업무는 그 과정에서 다양한 측면(예를 들어 산업디자인의 경우 재료, 생산효율, 안전성, 경제성, 내구성, 매력 등)을 고려해야 하며, 이를 위해 창조 과정에 앞서 디자인 리서치, 사고, 실험 모델, 상호 교감적 실험 및 조정 과정, 재설계 과정 등을 거칠 수 있다. 따라서 과정으로서의 디자인은 디자인되는 물건이 디자인되는 방법과 이에 참여하는 개인과 참여자의 분야, 그리고 그 다양성에 따라 많은 다양한 방법과 형태가 존재한다. 철학에서는 추상적 단어로서 디자인을 어떠한 패턴 혹은 존재 이유와 목적을 가진 의미로 지칭한다.

## 디자인의 기원
원시시대에는 예측불허인 자연의 힘을 이용하고자 하는 염원에서 출발했다. 원시인들은 생존을 위해 도구를 만들고 비바람과 햇볕으로부터 그들을 보호하기 위해 움집을 만들기도 했다. 또, 당시 초자연적이고 마술적인 힘을 통해 스스로를 보호하기 위해 주술적인 의미로 인간들은 사람과 짐승의 형상으로 벽화나 조각을 만들었을 것으로 추측된다.

### 메소포타미아 문명
메소포타미아 문명의 기초를 세운 최초의 사람은 수메르인이다. 그들은 기원전 3500년경부터 티그리스강과 유프라테스강이 합류하는 지역에 수많은 도시를 건설하고 인류 최초로 문자를 사용하였으며 공통의 종교, 수학, 법률 그리고 건축법을 발달시켰다. 그들은 왕이 죽으면 저승에서도 사람들을 거느릴수 있도록 모든 가족과 노예들 뿐 아니라 왕궁에서 사용했던 물건들을 함께 묻었다. 부장품을 통해서 그들의 문명이 얼마나 찬란했는지를 알 수 있다.
메소포타미아 사람들은 흙으로 빚어 햇볕에 말린 벽돌을 사용하여 신전을 중심으로 한 정교한 도시를 만들었다. 이 건물 내부에는 신전뿐만 아니라 상점, 일터, 거주지가 포함되어 있었다. 역사상 처음으로 도시방어 및 공공 사업같은 작업과 노동의 분업을 통해 도시 생활이 시작되었다. 그리고 설형 문자를 개발하여 계약이나 규칙, 공고 그리고 통계나 법률 등을 기록하였는데 그 대표적인 것이 함무라비 법전이다.

### 이집트 문명
영혼불멸에 대한 그들의 맹목적인 관심사는 살아있는 신으로 간주되었던 그들 지배자의 사후 안락한 삶을 보장하는 것이었다. 거대한 이집트의 건축물과 예술품들은 파라오의 영혼의 영원한 영광을 위해 존재하였다. 이집트 인들은 그 밖에도 문학, 의학, 고등 수학을 발달시켜 인류문명에 중요한 기여를 하였다. 영혼불멸을 믿은 이들은 지상에서의 행복을 죽은 후에도 누릴 수 있도록 무덤에 온갖 사치품들을 함께 묻었다. 따라서 무덤의 벽면에 그려진 벽화와 상형 문자들도 죽은 자의 생전의 일상 생활을 세세히 묘사하는 데 치중하고 있다. 이집트문명 중 피라미드 건축과 스핑크스는 불멸의 오리엔트문화로서 거대문명발전의 초시를 이루었다. 초상화와 조각상의 인체는 엄격한 공식에 따라 묘사되었다. 눈과 어깨는 정면을 향하였고, 머리와 팔, 다리들은 측면으로 그려졌다. 또한 벽화의 표면은 수평의 선으로 구분되어 있는데 마르고 어깨가 넓으며 엉덩이가 작은 인물들이 머리 장식을 하고 치마 모양의 옷을 입은 채 한쪽 다리를 내밀고 있다. 인물의 크기는 신분에 따라 달라지는데 파라오는 거인처럼 묘사되어 있는 반면, 시종들은 난쟁이 같이 그려져 있다.

### 그리스 문명
그리스 문명은 서양의 거의 모든 업적의 토대가 되었다. 인간의 존엄성과 가치가 그리스 철학의 중심 개념인 것처럼, 그리스 예술의 주요 주제는 인체 조각이었다. 그리스 철학이 사고의 명석함과 조화질서를 강조했 듯, 그리스 미술과 건축 역시 균형을 강조하였다. 당시의 디자인은 색채보다 선과 형의 균형미에 중점을 두었으며 소재는 주로 식물이나 말 사자 같은 동물 나선형이나 기하학적 형태를 사용했다. 그들은 뛰어난 화가여서 벽화를 그렸고, 목재 패널에도 그림을 그렸으며, 너무나 실물 같아서 새들이 벽화 속의 과일을 쪼아먹으려 했다는 기록이 있다. 도기화에는 보통 그리스 신화 속의 신과 영웅들의 이야기가 전쟁이나 잔치와 같은 현세적인 주제가 주로 그려져 있다. 미술품 속에 최초로 누드를 도입한 것은 그리스 인들이었다. 그들 사회의 이상적인 인간상은 체력 증진으로 단련된 육체와 지적 토론으로 연마된 정신이 조화된 인물이었다. 그리스 건축가들은 흰 대리석의 "파르테논 신전" 을 통해 아테네의 위대함을 나타내고자 했다.

### 헬레니즘 문화
알렉산더 대왕에 의한 제국의 건설로 그리이스 미술은 몇 개의 작은 도시 국가를 벗어나 세계의 절반에 해당되는 지역의 조형언어로 발전했다. 이 후기의 미술은 그리이스 미술이라고 하지 않고 알렉산더 대왕의 후계자들이 동방의 나라에 건설한 제국의 이름을 따서 헬레니즘미술이라고 한다. 이 제국의 풍요한 수도들인 이집트의 알렉산드리아, 시리아의 안티오크, 그리고 소아시아의 페르가몬 등에서는 도리아 양식이나 이오니아식 건축의 우아함에서 벗어나 기원전 4세기 초에 고안된 코린트 양식이 유행했으며, 일반적으로 건물 전체에 더 많은 화려한 장식물을 입혔다. 그리스 미술의 양식과 창의성은 오리엔트 왕국들의 규모 및 전통과 융합되었다. 그리이스 미술은 대부분 헬레니즘 시대에 변화를 겪게 되는데 헬레니즘 미술은 초기 그리이스 조각의 조화미와 세련미 대신 거칠고 격렬한 작품을 선호했으며, 보는 사람들에게 강렬하고 드라마틱한 인상을 주기를 원했고, 또 확실히 보는 사람에게 깊은 인상을 주었다.

### 로마 문화
기원전 3세기경 그리스의 식민지였던 남부 이탈리아와 시칠리아 섬에서 로마인과 그리스인의 교류가 시작되었는데, 처음에 로마인들은 그리스 문화에 압도당했다. 로마인들은 그리스의 미술뿐만 아니라, 시, 수사학, 철학 등에도 매료되어 많은 지식인들과 장인들(교사, 학자, 사상가, 조각가, 화가)을 고용하였다. 로마인들은 당시 유행했던 헬레니즘 취미를 만족시키기 위해 그리스 조각들을 대량으로 복제하긴 했으나, 점차 자신들의 특징적인 양식을 발전시켜 나갔다. 로마 예술은 고전기 그리스 예술보다 지적이고 이상적인 면은 덜하였지만 현실적이고 기능적이었다. 로마의 건축가들은 아치와 궁륨, 돔을 개발한 것 이외에도 콘크리트를 최초로 사용했다. 이같은 혁신적인 건축기술로 인해 로마인들은 최초로 받침대 없이 거대한 내부 공간을 덮을 수 있게 되었다. 콜로세움이라는 거대한 원형 경기장은 세계에서 가장 많은 관객을 수용할 수 있으면서도 매우 효율적으로 설계되어 있어서 오늘날 스타디움의 디자인에도 응용되고 있다.

#### 중세 디자인사
중세는 로마 제국이 멸망한 후부터 르네상스 시대까지(5세기~15세기), 약 1000년 동안의 시기를 말한다.
초기 기독교 시대
기독교가 내세의 구원에만 관심을 두었기 때문에 지상의 물체를 사실적으로 재현하려는 경향은 자연히 사라지게 되었다. 누드는 완전히 사라지게 되었고, 심지어 옷을 입고 있는 육체도 해부학적인 정확성이 무시되곤 했다. 신학자들은 산지들이 물질의 아름다움을 통해 신성한 아름다움을 느낄 수 있다고 믿었고, 그 결과로 매혹적인 모자이크와 회화, 조각품이 만들어졌다. 초기 기독교는 합법적이지 않은 종교여서 온갖 박해와 수모를 겪었으며 박해가 심할수록 그들은 로마의 지하묘소 카타콤에 숨어서 복음을 전파하고 벽과 천장에는 벽화를 남겼다. 국교로 승인 후 고도의 기능을 갖춘 건축가에 의해 여러 곳에 거대한 성당이나 수도원이 세워지고 교회 벽면과 천장을 장식하기 위한 회화나 초기 벽면 모자이크가 전문가에 의해 만들어졌다. 건축에서 신성에 대한 지향은 보다 밝고 가벼운 건물의 형태로 나타났다. 육중하고 거대한 로마 건축은 서서히 사라지고, 이상적인 기독교인 상이 건축에 반영되기 시작했다. 이들은 밖에서 보면 소박하지만 내부는 성령을 상징하는 모자이크, 프레스코, 스테인드 글라스로 화려하게 장식되었다.
비잔틴 시대
중세 미술의 황금기로 불리며, 콘스탄티누스 황제가 로마 제국의 수도를 비잔티움으로 옮긴 기원 후 330년경부터 이 도시가 투르크 족에 의해 멸망한 1453년까지 지속됐던 지중해 동부 지방의 예술이다. 로마가 야만족에의 의해 멸망하여 잿더미에 있을 당시 비잔티움은 초기 기독교 미술을 발전시켰으며 문명의 중심지로 자리잡게 되었다. 비잔틴 미술과 건축의 복잡한 형식으로부터 오늘날 복잡하고 난해하다는 의미의 '비잔틴'이라는 단어가 유래하였다. 세계에서 가장 위대한 모자이크 작품 중 몇 개가 5~6세기 터키의 비잔티움과 이탈리아의 라벤나에서 제작되었다. 모자이크는 국교로 공인된 기독교의 강령을 널리 유포하기 위해 제작되었으므로 그 주제는 대부분 종교와 관련이 있었고, 예수는 전지전능의 지배자나 설교자로 표현되었다. 당시 모자이크는 반짝이는 황금의 배경과 후광에 둘러싸인 성자들을 화려하고 장대하게 묘사한 점이 특징이다.
로마네스크
로마네스크라는 명칭은 '로마와 같은'이라는 뜻으로 19세기에 고안된 말이다. 원래 이용어는 주로 건축에서 사용된 것으로, 11세기 후반과 12세기 유럽의 전형적인 건물들이 두꺼운 벽과 아치가 있는 고대 로마의 석조 건축과 닮았음을 가리키는 용어이다. 로마네스크 건축의 가장 특징적인 형태는 궁륭(vault)의 이용이다. 가장 간단한 궁륭은 옆으로 확장된 아치형으로 원통형 또는 터널형 궁륭이다. 이런 종류의 지붕은 아주 무겁고 건물내부에 채광을 어렵게 만들기 때문에 고대 로마의 건축가들은 교차 궁륭을 발전시켰다. 이것은 두 개의 원통형 궁륭이 직각으로 교차하여 네 개의 버팀기둥 위에 닫집 모양을 이룸으로써 만들어진다. 평면에다 교차 궁륭을 짓는 것이 힘들었음에도 불구하고 더욱 개방된 이 형태는 건물 내부에 더 많은 빛이 들어오게 해 주었으므로 호평 받았다. 이 두 형태, 원통형 궁륭과 교차 궁류는 거의 모든 로마네스크 교회에 이용되었다. 시각적으로 이 궁륭들은 견고하고 편안한 느낌을 준다. 외관은 유연한 형태를 띤다.
고딕 양식
중세예술의 업적 중에서도 고대 그리스와 로마의 경이로운 업적을 필적하는 것은 바로 고딕 양식의 대성당들이었다. 늑골 궁륭과 부연 부벽이라는 외부 버팀목의 발명으로 1200~1500년 사이 건축가들은 세계 건축 사상 유례가 없을 정도로 높이 솟구친 내부를 가진 복잡한 구조물들을 건설했다. 고딕 성당은 육중한 벽대신, 커다란 스테인드 글라스를 설치한 창을 통해 밝은 빛이 들어와 내부를 환하게 밝힐 수 있었고, 격자 문양과 더불어 위로 상승하려는 듯한 수직성 또한 고딕의 특징을 이루고 있다. 건축가들은 첨두 아치를 사용하여 높이를 실제로 높였을 뿐 아니라 보기에도 더 높아 보이는 효과를 가져왔다. 고딕 성당에서 주로 사용된 장식물은 조각, 스테인드 글라스, 그리고 타피스트리를 들 수 있다. 샤르트르 대성당은 중세 정신의 진수로 이 안에 설치된 스테인드 글라스는 전 면적이 약 896 미터에 이른다. 중세의 직조인들은 당시의 일상생활을 세밀하게 묘사한 고도로 섬세한 타피스트리를 만들었다. 이러한 양모와 실크가 배합된 걸개들이 성이나 교회의 차가운 벽조를 장식했다. 베틀 뒤에는 커다란 그림을 놓고서 직조해 나갈 때마다 디자인을 모방했다.
르네상스
1400년대 초에, '다시 깨어나다'는 의미의 르네상스는 처음에 단테와 조토의 출생지이며 부유한 상업도시인 이탈리아의 피렌체에서 건축가인 필리포 브루넬레스키를 중심으로 한 일단의 미술가들에 의해 새로운 미술을 창조하고 과거의 미술개념에서 탈피하려는 노력으로부터 시작되었다. 이러한 시도는 로마와 베네치아로 전파되었고 1500년 북유럽 르네상스로 일컬어지는 네덜란드, 독일, 프랑스, 스페인, 영국 등으로 퍼져 나갔다. 르네상스 시대에는 그리스, 로마의 미술과 문학이 재음미되었고 인체와 생태계에 대한 과학적인 탐구가 이루어졌으며, 자연의 형태를 사실적으로 묘사하려는 경향이 팽배하였다. 해부학과 같은 새로운 기술의 도움으로 화가들은 초상화, 풍경화, 신화나 종교내용을 주제로 한 회화의 새로운 지평을 열었으며, 이러한 기술이 발달함에 따라 예술가의 지위도 상승하여 르네상스 전성기(1500~1520)에는 레오나르도다빈치, 미켈란젤로, 라파엘로 같은 거장이 탄생하기도 하였다. 르네상스 시기에 이루어지 기술적인 혁신과 창조적인 발견은 현실을 표현하는 새로운 양식의 등장을 가져왔는데, 그중에서도 가장 중요한 발견은 회반죽된 벽 위에 그리는 프레스코 화나 나무 판자 위에 그리는 템페라 화 대신 캔버스 위에 그리는 유화가 발명된 것이다. 이 발명으로 인해 회화는 단순히 소묘를 기초로 채색하는 단계에서 벗어나, 빛과 그림자를 사용하여 부피감을 살리고, 원근법을 이용하여 3차원적인 공간감을 주었으며, 피라미드 구성도 발달하였다.
레오나르도 다 빈치 (1452~1519)
레오나르도는 그 핸섬한 용모와 지성, 매력으로 인해 국제적인 명성을 날렸다. 그의 관심사는 해부학, 건축공학, 천문학, 수학, 자연사, 음악, 조각, 건축, 회화등 여러 방면에 이르고 있어 그는 역사상 가장 다방면에 걸친 천재로 일컬어진다. 그는 운하를 설계했고 중앙 난방시설을 고안해 냈으며 늪의 물을 빼내는 방법과 혈액 순환에 대해 연구했고 인쇄기와 망원경, 휴대용 폭탄을 발명하기도 했다. 그는 최초로 비행 기계를 고안했고 인체의 내부 구조를 처음으로 그림을 통해 설명하였다. 그는 생전에 20개의 작품밖에는 제작하지 못했는데, '모나리자'는 너무나 유명하다. 이 초상화는 여러면에서 전성기 르네상스 회화의 기준을 정립한 것인데, 모나리자의 머리 뒤에 있는 소실점으로 모든 선들이 집중되는 원근법을 사용하였으며, 기하학적인 구성의 중요성을 정착시킨 삼각형 구도를 활용하였다. 모나리자의 손을 보면 레오나르도가 해부학에 대한 정확한 지식을 갖고 있었음을 알 수 있는데, 그는 한때 병원에서 살며 인체의 골격에 대해 연구했고 시체를 해부해 보았다.
미켈란젤로 (1475~1564)
미켈란젤로는 건축가, 화가, 조각가, 공학자로 활약할 정도로 매우 광범위한 지식을 가지고 있었다. 일체 제자를 두지 않았고, 자신이 작업하는 모습을 누구에게도 보이지 않았다. 그는 조각을 '대리석 안에 갇혀있는 인물을 해방시키는 것'이라고 표현했다. '그리스도의 죽음을 애도함'이라는 의미의 '피에타'는 레오나르도에게 배운 피라미드 구도를 사용했고 성모 마리아의 평온한 얼굴은 그리스 조각의 사실적인 표현을 보여주고 있다. 시스티나 성당의 천장화는 인류의 탄생과 죽음을 표현하는 340여개의 인물상을 그려넣어 르네상스 시기를 통틀어 위대한 작품을 만들어 냈다. 이런 대작을 제자도 쓰지 않고 혼자 4년 만에 완수했다는 것은 이 작업에 대한 그의 집념과 열정을 증명한다. 시스티나 성당의 천장화를 완성한 29년 후 같은 성당의 제단 벽에 프레스코 화 '최후의 심판'을 그렸다.
바로크
'바로크'란 용어는 허세부리고 지나치게 과장되어 있다는 부정적인 의미로 종종 사용되지만, 17세기는 렘브란트나 벨라스케즈와 같은 예술적인 천재를 배출했을 뿐만 아니라 미술의 영역을 일상생활로까지 확장시킨 시기이다. 바로크 시대는 1600년 경 로마에서 시작되었는데 그장 로마 교황청은 반종교개혁 이후 그들의 승리를 자랑하기 위해 엄청나게 사치스런 성당이나 일생에 한번은 반드시 보아야할 건축물과 예술 작품을 통해 신도들을 끌어 모으고 그들의 시선을 압도하려는 목적으로 예술활동을 적극 후원하였다. 플랑드르 같은 가톨릭 국가에서는 종교미술이 전성기를 맞았고 반대로 영국과 네덜란드 같은 북부 유럽의 신교국에서는 종교적인 그림을 그리는 것이 금지 되었다. 따라서 미술의 소재가 정물화, 초상화, 풍경화, 풍속화등 일상 생활로 확대되었다. 르네상스에서 갈라져 나온 바로크 미술은 합리주의와 정적인 요소를 중시하던 르네상스와는 달리 감정적이고 역동적인 스타일을 강조했다.
로코코
로코코란 용어는 원래 더위를 피하기 위한 석굴이나 분수를 장식하는 데에 쓰이는 조약돌 혹은 조개 장식을 말하는 '로카이유'에서 유래된 것으로 주로 실내장식에서 쓰이는 용어이다. 로코코는 루이 15세가 통치한 1723~74년 동안 파리에서 성행했던 미술 사조이다. 1976년 무렵 프랑스에서는 이미 뒤떨어진 유행이 되었으나 독일, 오스트리아를 비롯한 중부 유럽에서는 18세기 말까지 사치스런 궁전이나 교회를 장식하는 데 널리 유행하였다. 로코코 양식이란 말 그대로 장식적인 예술로서 곡선적이고 우아한 장신구들을 진열해 놓은 공간에 사용되는 용어이다. 그러한 저택의 마루는 곡선형으로 최고급 고블랭산 소파천을 씌우거나 상아와 귀갑으로 장식했다. 옷이나 은제 식기들, 도자기도 꽃무늬와 조가비, 나뭇잎 같은 소용돌이 무늬를 주로 사용하고 있다. 심지어는 마차까지도 직선이 아닌 소용돌이 장식이 달린 곡선으로 디자인하였는데, 말에는 깃털과 보석으로 장식한 마구를 달았다. 로코코 예술은 장식적이었으나 당시의 무능한 귀족 계급만큼이나 비실용적이었다.

## 디자인의 관련 분야
- 산업 스타일 디자인
- 시각 그래픽 디자인
- 인테리어 디자인
- 제품 스타일 디자인
- 패션 디자인
- 환경 디자인
- 공간 디자인
- 사용자 경험 디자인
- 디자인 리서치

## 같이 보기
- 설계
- 계획
- 스칸디나비아 스타일(영어판)